# Consistórios de Leão IX
Papa Leão IX (1049-1054) criou um total de 26 cardeais. (de acordo com outras informações, apenas 14 ou 15)

## Fundo
Sob o Papa Leão IX. Pela primeira vez, os cargos cardeais não só foram transferidos para membros da nobreza da cidade romana, com os quais este papa estabeleceu as bases para o posterior Colégio dos Cardeais. Com ele o tempo da chamada começou papado reformado.

## 1049
1. Giovanni, Bispo de Toscanella, cardeal-bispo do Porto, † 1061/1062
2. Crescentius, cardeal-bispo de Silva Candida, † 1051
3. Bonifácio de Tusculum, cardeal-bispo de Albano, † presumivelmente 1072
4. Bonizzo, cardeal-bispo de Tusculum (Frascati), † 1050
5. Giovanni, cardeal-bispo de Tivoli, † em torno de 1071, pode ter sido criado pelo Papa Vítor II.[4]
6. Leone, cardeal-presbítero de São Lourenço em Lucina 1068, depois foi para o partido do Antipapa Clemente III,[5] 1088-1099 †
7. Giovanni, cardeal-presbítero de São Marcos, † após 13 de abril de 1059
8. Leone, cardeal-presbítero de São Lourenço em Dâmaso, † 1072
9. Guido, cardeal-presbítero de Santa Maria além do Tibre, † antes de 1061
10. Hugo Candidus, cardeal-presbítero de São Clemente, mais tarde passou para o partido do Antipapa Clemente III. De 1084 Bispo de Fermo, † 1099
11. Giovanni, cardeal-presbítero (título desconhecido), 1050 arcipestre de São Pedro, † depois de 1050
12. Raynier, cardeal-presbítero, † após 1 de outubro de 1071
13. Mainardo, cardeal-presbítero, 1061 cardeal-bispo de Silva Candida, † antes de 8 de agosto de 1074
14. Stephan, cardeal-presbítero, † 1072
15. Étienne, cardeal-presbítero, † 11 de fevereiro de 1069

## 1050
1. Frederick de Lorraine , veio em 1050 para Roma, foi em 1054 o cardeal-diácono de Santa Maria em Domnica e abade de Monte Cassino, a partir de 14 de junho de 1057 cardeal-presbítero de São Crisógono, posteriormente eleito em 02 agosto de 1057 Papa Estevão IX. † 29 de março de 1058
2. João de Ostia, cardeal-bispo de Óstia, † 1058
3. Pietro, cardeal-bispo (bispo suburbicário desconhecido), † 1058
4. Giovanni Mincius, cardeal-bispo de Velletri, posteriormente em 05 de abril de 1058 Antipapa Bento X,,[6] deposto em 1059, 1073/1074 †
5. Pedro de Frascati, cardeal-bispo de Tusculum (Frascati), † 1059
6. Amantius de Marsi, cardeal-diácono, † depois de maio de 1059
7. Gregório, cardeal-diácono, † depois de 1050
8. Crescenzio, cardeal-diácono † depois de maio de 1059
9. Odon de Toul, cardeal-diácono, chanceler da Santa Igreja Romana, † após janeiro de 1051

## 1051
1. Humberto de Silva Candida , cardeal-bispo de Silva Cândida, 1054 legado papal em Constantinopla; foi fundamental para a excomunhão do Patriarca Miguel I de Constantinopla; posteiormente Chanceler da Santa Igreja Romana sob o pontificado de Estevão IX, † 5 de maio de 1061

## 1054
1. Giovanni, cardeal-bispo de Sabina, inicialmente se juntou ao Antipapa Bento X, depois retornou a Nicolau II, † após junho de 1062